# 어금니 한 개
《어금니 한 개》는 1982년 10월 9일에 방영된 TV문학관이다.

## 줄거리
고고학을 전공한 최명구(양재성)는 시경찰국 감식반에 근무하고 있다. 어느 날 명구는 살인사건 현장에서 발견된 이상한 뼈 한 개를 감정해 달라는 형사(정해창)의 부탁을 받고 고창으로 내려간다. 사건 현장에는 뼈 한 개와 고고학에 관한 메모만 있을 뿐이었다. 수사가 진행되면서 피살자의 신원이 밝혀지고 가장 유력한 용의자로 고고학을 선전하러 온 교포 2세 윤경애(정영숙)가 지목되는데...

## 출연
- 정해창
- 양재성
- 정영숙
- 김영철
- 이신재
- 최명수
- 곽경환
- 지계순
- 백수련
- 장미자
- 김성겸
- 김병기
- 장학수
- 남윤정
- 김윤형
- 서영진
- 최동균
- 정인철
- 최헌철